# Ефремов, Константин Филиппович
Константин Филиппович Ефремов — советский хозяйственный, государственный и политический деятель.

## Биография
Родился в 1924 году в деревне Мамликасы Цивильского уезда. Член КПСС.
С 1938 года — на хозяйственной, общественной и политической работе. В 1938—1986 гг. — колхозник колхоза «Гвардия» в родной деревне, участник Великой Отечественной войны, начальник паспортного стола на 17-й дистанции пути Горьковской железной дороги, начальник отдела кадров, заместитель начальника Сергачской дистанции пути, заместитель директора Чебоксарского училища ФЗО № 4, партийный работник в Чувашской АССР, председатель Чебоксарского горисполкома, первый секретарь Чебоксарского горкома КПСС.
Делегат XXV съезда КПСС.
Умер в Чебоксарах в 2018 году.

## Награды
- Орден Октябрьской Революции,
- Орден Трудового Красного Знамени (дважды),
- Орден Отечественной войны 1-й степени,
- Орден Красной Звезды,
- Орден Славы 3-й степени,
- медали,
- Почётный гражданин города Эгер (Венгрия) (1975)[1],
- Почётный гражданин города Чебоксары (2000).